# Cantó de Marines
El cantó de Marines és un antic cantó francès del departament de Val-d'Oise, que estava situat al districte de Pontoise. Comptava amb 19 municipis i el cap era Marines.
Al 2015 va desaparèixer i el seu territori va passar a formar part del nou cantó de Pontoise.

## Municipis
- Arronville
- Berville
- Bréançon
- Brignancourt
- Chars
- Cormeilles-en-Vexin
- Épiais-Rhus
- Frémécourt
- Grisy-les-Plâtres
- Haravilliers
- Le Bellay-en-Vexin
- Le Heaulme
- Marines
- Menouville
- Moussy
- Neuilly-en-Vexin
- Nucourt
- Santeuil
- Theuville

## Història
| Data d'elecció                           | Identitat                 | Partit                     | Qualitat |
| ---------------------------------------- | ------------------------- | -------------------------- | -------- |
| 1945-1951                                | M. Renard                 | MRP                        |          |
| 1951-1958                                | Charles Faucheux          | RPF, després RS            |          |
| 1958-1967                                | Yves Le Coat de Kervéguen | Divers droite, després UNR |          |
| 1967-1992                                | Jean-Marc Gernigon        | RI, després UDF-PR         |          |
| 1992-                                    | Jean Pichery              | UDF-PR, després UMP        |          |
| les dades anteriors no són pas conegudes |                           |                            |          |
|                                          |                           |                            |          |

## Demografia
| A partir de 1990: Població sense dobles comptes |